# 季木
季木（16世紀—17世紀），字元德、又字東所，浙江紹興府會稽縣人，明朝政治人物。

## 生平
季木是弘治十四年（1501年）辛酉科浙江鄉試第三十名舉人，授碭山知縣，遇上饑荒賑濟有方，救活不少民眾，河水暴漲時又築堤衛城，免去水患，百姓都感激他，陞寶慶通判，任內禮士愛民、勤於政事，廉潔得讓下屬敬憚，曾在通判公署興建「阜民亭」，以提醒官員督稅顧念人民，湖廣參政劉棟寫下《阜民亭記》紀念此事。
其後季木改任贛州同知，調為廉州同知，官至伊王府左長史，辭官回鄉後恬淡長厚，得鄉人推崇，去世後入祀碭山、寶慶名宦祠。

## 引用
1. 1 2  康熙《會稽縣志·卷二十·選舉志中》：舉人……明……弘治十四年辛酉科……季木 初知碭山，歷遷寶慶府判、廉州貳守，終伊府左長史，所至郡縣並潔己愛民，碭山、寶慶兩祀名宦，家居恬淡長厚，為鄉人所推
2. ↑  乾隆《碭山縣志·卷七·職官志》：季木，浙江會稽舉人，嘉靖中為碭令，值歲饑賑卹多方，全活甚眾，河水衝潰復築堤衛城，以免水患，百姓德之，遷贛州府同知。 府志
3. ↑  道光《寶慶府志·卷百七·政績錄三》：劉魁，字渙吾，泰和人，嘉靖初官寶慶通判……其後相繼官通判者得二人，曰季木、徐子忱，皆以嘉靖中任。木字元德，一字東所，會稽人，由碭山令擢寶慶通判，其在碭山多善政，及來郡禮士愛民、勤於治事，持守尤清潔，甚為僚屬敬憚，嘗於通判署搆亭，顏之曰「阜民」，其意以為通判之職在督理稅務，而俗吏以催科為能，誅求甚急，又或他有侵漁重為民困，且以寶慶僻在邊隅，生理墊隘，不廣為蓄積，一有災旱坐受其困，故於督稅之時隱然以阜民為念，而因以名亭，其意可謂厚矣，分守道劉棟有《阜民亭記》。